# Goodwill
Ne doit pas être confondu avec Achalandage.
 (mai 2018).
Si vous disposez d'ouvrages ou d'articles de référence ou si vous connaissez des sites web de qualité traitant du thème abordé ici, merci de compléter l'article en donnant les références utiles à sa vérifiabilité et en les liant à la section « Notes et références ».
Le goodwill (appelé aussi survaleur ou écart d'acquisition) représente la différence entre la valeur de marché et l'actif net du bilan d'une entreprise ; ou encore : le goodwill est un écart d'acquisition correspondant à l'excédent du coût d'acquisition, lors d'une prise de participation ou d'une fusion, sur la quote-part de l'acquéreur dans la juste valeur des actifs et passifs identifiables (selon la norme internationale IFRS 3). C'est donc la différence entre la valeur d'achat et la valeur économique de l'entreprise, et cette survaleur est considérée comme valorisant un avantage futur (des synergies, par exemple) qui découlera du rachat.
C'est un excédent inscrit en immobilisation incorporelle engendré lors de mouvements stratégiques sur le périmètre de l'entreprise. Le goodwill n'est pas calculé avec une approche cumulative des données concernant le capital immatériel, sauf à vouloir en avoir une approximation tactique. Le goodwill n'a pas pour vocation de représenter tout le capital immatériel dans le bilan, mais plus de rapprocher l'actif de sa valeur de marché.
L'écart entre le prix d'acquisition d'une société et sa valeur économique peut-être positif (goodwill) ou négatif (badwill).

## Enjeux et histoire dugoodwill

### Enjeux généraux
Le goodwill peut être compris comme une évolution et extension de la notion classique de fonds de commerce. De même le terme traditionnel français, « survaleur », dont l'usage était encore dominant dans les années 1970, mais qui comporte une connotation négative, a depuis été supplanté par l'optimiste « goodwill ». Celui-ci peut en effet être estimé à partir des perspectives de rentabilité des investissements réalisés par l'entreprise en tenant compte des positions qu'elle s'est assurée sur le marché. On parle de badwill au cas où ces perspectives sont mauvaises, au point que l'investissement réalisé a moins de valeur que son actif net calculé à partir de ses seuls actifs identifiables.
La notion de survaleur correspond à une valorisation d’occasion stratégique, contrepartie financière de la notoriété, du savoir-faire et des performances de l’entreprise (synergies), et mesure les avantages incorporels dont celle-ci dispose. Ces avantages permettent d’expliquer pourquoi cette entreprise engendre une rentabilité supérieure au bénéfice normal que justifierait son actif net, et qui constitue un « superbénéfice ».
Selon le dictionnaire Bernard, Colli et Lewandowski, le goodwill était traduit traditionnellement par le mot « clientèle » ou « achalandage » d'une maison de commerce. Le terme a revêtu une signification plus large en étant défini comme ce qui différencie une affaire établie et ayant fait sa place d'un établissement qui s'installe et à qui il reste à s'imposer (environnement et localisation, clientèle, réseau de relations et de correspondants de toute sorte, réputation, compétence, climat social). À la faveur des clients, on ajoute aujourd’hui l'attachement ou la confiance des fournisseurs, des employés et de l'ensemble des partenaires.
Enfin, selon Pascal Quiry et Yann Le Fur, le goodwill représente la fraction de la différence de première consolidation subsistant après la réévaluation des actifs de la filiale (réévaluation économique par rapport à l'évaluation comptable officielle). Cet écart d'acquisition, s'il est positif, apparaîtra comme une immobilisation incorporelle d'un type particulier.
Dans une économie complexe et mouvante qui repose de plus en plus sur l'innovation, tant technique qu'en matière d'organisation et de stratégie par rapport au marché, le goodwill est de plus en plus l'un des actifs déterminants des entreprises.

### Influence de l'amortissement
Selon Michel Albouy, le goodwill n’est pas une simple écriture. Comme l’illustrent les exemples de Vivendi ou de France Télécom, l'amortissement des immobilisations peut avoir un impact très négatif sur le résultat net de l’acquéreur. 
Les sociétés soumises aux normes IFRS ne peuvent plus amortir leur goodwill. Elles doivent à la place effectuer un impairment test pour s'assurer que la valeur comptable est inférieure à la valeur réelle et, dans le cas contraire, déprécier le goodwill.
Dans le cadre des normes IAS/IFRS ou américaines (US GAAP), sa valeur sera testée chaque année et donnera lieu le cas échéant à une dépréciation.
Dans le cadre des normes françaises, le goodwill est amorti linéairement, sur une durée maximum de 20 ans (un test de dépréciation en cas d'indice de perte de valeur doit être réalisé). Il est toutefois possible, dans certains cas, d'imputer cet écart d'acquisition sur les capitaux propres consolidés de l'acheteur, qui disparaît donc de ce fait.

## Décomposition d’une survaleur

### Legoodwill, une survaleur présente engendrée par des éléments passés et futurs
Le goodwill est un élément tirant son origine de la gestion et cette dernière ne se limite pas à la comptabilité. Le goodwill est donc la résultante d’une somme de composantes humaines, stratégiques, financières, économiques et comptables.
« Une solution qui permet de mieux assimiler la composition du goodwill est de le décomposer en survaleurs présentes d’origines passées et en survaleurs présentes d’origines futures » (Anthony Lorrain). La survaleur globale théorique est alors composée de la somme de ces deux dernières. Mais résumer la composition du goodwill à cette seule démarche de valorisation des « actifs » serait une erreur. En effet, « la survaleur effective ou réellement payée est la résultante d’une confrontation entre la survaleur de marché (elle-même résultante d’une confrontation entre l’offre et la demande ou autrement dit entre le vendeur et l’acquéreur) et la survaleur globale théorique » (Anthony Lorrain).

### L’origine passée
La survaleur présente d’origine passée est composée d’un ensemble d’éléments (sous-survaleurs) comptable, stratégique ou même humain… Le premier élément auquel nous pensons généralement est l’élément comptable qui est représenté par la différence entre le coût historique et la valorisation présente de l’actif.
L’élément stratégique, en termes de parts de marché, d’implantation, de types de clientèle, de recherche et développement… est également un élément primordial qui n’apparaît que partiellement en comptabilité. La réputation d'une société, son image de marque, les services particuliers qu'elle accorde à ses clients, les différents avantages concurrentiels ou de synergie qu'elle possède, sont autant d'éléments incorporels qui ont une valeur, bien que n'étant pas présents au bilan.
L’axe humain composé des compétences de chacun, du savoir-faire comme du savoir-être, des formations acquises ou même des réseaux en place n’est également pas valorisé au bilan. C’est pourquoi, bien connaître l’entreprise cible apparaît comme une nécessité dans tout processus d’acquisition.
Le goodwill est bien considéré ici comme une différence de valeur, une prime que l'entreprise acheteuse est prête à payer pour la valeur des éléments incorporels et avantages de l'entreprise acquise.

### L’origine future
La survaleur présente d’origine future pourrait être décomposée en sous-survaleurs d’origines financières, stratégiques et humaines.
Les parties stratégiques et humaines de la survaleur sont ici uniquement considérées en termes financiers en permettant de réaliser des gains futurs voire en évitant des pertes financières. Le but étant d’évaluer ces éléments, qui ne le sont pas habituellement.
Le goodwill peut être considéré comme l'actualisation des résultats futurs de l'entreprise (Delesalle, 1992, 17), ou bien être assimilé à des gains potentiels non réalisés (Pierrat, 1992). De ce fait, selon certains auteurs, en vertu du principe de prudence comptable, il ne devrait pas être comptabilisé : « étant représentatif de valeur future, il entre dans la catégorie des gains non réalisés potentiels dont l'inscription à l'actif du bilan est totalement prohibée par les principes comptables habituels » (Pierrat, 1992, 12).
Le goodwill devient alors l’enregistrement comptable d’un potentiel économique futur actualisé en fonction du risque évalué et du taux de rentabilité espéré.
Si pour un montant donné, on propose une forte rentabilité pour peu de risque, l’arbitrage veut que ce montant soit augmenté d’une survaleur permettant d’aligner la rentabilité au risque.
Le goodwill serait alors la concrétisation comptable du couple rendement/risque ou bien l’adaptation du niveau du risque sur les rendements futurs ou espérés d’une survalorisation. Autrement dit, une entreprise non cotée dont la rentabilité serait forte avec un niveau de risque faible se verrait offrir une valeur d’achat plus importante que sa seule valeur comptable ; le tout sur le même modèle que la valorisation boursière d’une entreprise cotée.
Le goodwill deviendrait alors une méthode d’arbitrage du couple risque / rentabilité future.
Le goodwill apparaît donc comme une valeur présente inscrite en comptabilité d’origine humaine, comptable, économique, stratégique et financière, à la fois passée et future.
Cette valeur est ensuite présentée au marché qui réajuste la valorisation en fonction de l’offre et de la demande.
On remarque aisément les différents conflits comptables qui peuvent apparaître ; à savoir un problème d’enregistrement de l’immatériel (exemple des capacités humaines), mais également un problème de rattachement temporel (exemple de la rentabilité espérée) ou bien même d’introduction d’une notion de risque (exemple de la prime de risque lors du rachat d’une entreprise).

## Exemple de calcul
Soit, à l’époque de la bulle Internet, une société, A.com, qui en rachète une autre forte, B.com, parce qu'elle présente des perspectives intéressantes.
Le bilan de B.com présente, à l'actif peu d'immobilisations (quelques ordinateurs, un serveur) et au passif une perte cumulée (due aux salaires des développeurs et à une campagne de publicité pour lancer le site B.com) et des dettes. L'actif net est clairement négatif mais A.com a déboursé un million d'euros pour acquérir le site, la marque, les employés (le capital humain), autant d'éléments que l’on qualifie d’immatériels ou d’incorporels.
Dans les livres comptables de A.com, cette acquisition (le million d'euros déboursé) figure dans les immobilisations financières. Or A.com, qui consolide B.com dans ses comptes, se devrait d’« effacer » ce million et de montrer qu'elle ne possède en tout et pour tout que quelques ordinateurs et des dettes.
Doit-on passer cette différence en charges ou reconnaître qu'une « certaine » valeur existe bel et bien ? En inscrivant cette différence, le goodwill, à l'actif de A.com, on reconnait qu'un million d'euros n'a pas été dépensé en pure perte mais que cette acquisition a une valeur.
Peut-être que grâce à la fusion avec A.com, cette participation vaut beaucoup plus ; peut-être aussi que les employés ont préféré quitter B.com à la suite de cette fusion avec A.com qui ne leur plait pas et que la campagne de publicité a été un échec (les clients ne sont pas au rendez-vous) ; peut-être enfin que A.com s'est contenté d'utiliser la technologie de B.com pour le développement de son propre site, A.com sans investir de ressources dans le futur de B.com… Quelle est la réelle valeur du goodwill ? C'est la tâche des commissaires aux comptes que de vérifier si la valeur dans les livres de A.com correspond bien à la valeur actualisée des profits futurs que B.com pourrait générer.